# Ann-Britt Leyman
Ann-Britt Leyman, švedska atletinja, * 10. junij 1922, Stenungsund, Švedska, † 5. januar 2013, Göteborg.
Nastopila je na poletnih olimpijskih igrah leta 1948, kjer je osvojila bronasto medaljo v skoku v daljino, nastopila je tudi v teku na 200 m. Petnajstkrat je postala švedska državna prvakinja v šprintu.